# سيمون بيل (مغن مؤلف)
سيمون بيل (بالإنجليزية: Simon Bell)‏ هو مغن مؤلف بريطاني، ولد في 15 يناير 1949.

## وصلات خارجية
- سيمون بيل على موقع IMDb (الإنجليزية)